# Giacomo del Duca
Giacomo Del Duca (asi 1520 Cefalù – 1604 Messina), známý také jako Jacopo Siciliano nebo Del Duca, byl italský sochař a architekt v období pozdní renesance. Rodilý Sicilan, je nejznámější jako spolupracovník Michelangela na mnoha projektech v Římě, zahrnující konstrukci a sochařskou výzdobu náhrobku papeže Julia II., dokončeného ve velmi zjednodušené verzi, v kostele San Pietro in Vincoli. Také změnil Michelangelovi plány pro budovy na Kapitolu, jednoho z nejznámějších a nejvyšších ze sedmi římských pahorků.

Roku 1588 se vrátil na Sicílii a usadil se v Messině, kde postavil několik budov, jako například kostel San Giovanni dei Gerolamini a Loggii dei Mercanti.

## Další díla
- výzdoba Porta Pia v Římě, 1562
- výstavba Pallazzo Cornaro pro kardinála Alvise Cornaro
- výstavba Villa Mattei al Celio
- spolupráce na náhrobku Eleny Savelli v Lateránské bazilice, 1570
- dokončení vnitřku lodi kostela Santa Maria di Loreto, 1573–1576
- spolupráce na návrhu oratoře kostela Santa Maria in Trivio, 1575